# Hermandad del Mayor Dolor (Elche)
La cofradía del Mayor Dolor  es una cofradía ilicitana cuyo nombre completo es Fervorosa y Venerable Hermandad de María Santísima del Mayor Dolor y  San Juan Evangelista .